# Strážovské vrchy
Strážovské vrchy jsou pohoří na severozápadním Slovensku. Coby geomorfologický celek jsou součástí Fatransko-tatranské oblasti v rámci Vnitřních Západních Karpat. Leží mezi městy Trenčín, Považská Bystrica, Rajec, Prievidza a Bánovce nad Bebravou.

## Geomorfologické členění
Na západě a severozápadě Strážovské vrchy hraničí s úzkým pásem Považského podolí, údolí řeky Váh, které je dělí od Bílých Karpat a Javorníků. Na severní straně přestavují sousední celky Súľovské vrchy a Žilinská kotlina, na severovýchodě dělí Fačkovské sedlo Strážovské vrchy od Malé Fatry. Směrem k východu a jihovýchodu, do povodí řeky Nitry, navazuje Hornonitranská kotlina, na jižní straně přecházejí Strážovské vrchy do Podunajské pahorkatiny, na jihozápadě se pak přes Jastrabské sedlo stýkají s Považským Inovcem.

## Vrcholy
Nejvyšší horou celku je Strážov (1213 m n. m.). Seznam všech vrcholů s výškou nad 900 metrů ukazuje Seznam vrcholů ve Strážovských vrších.

## Ochrana přírody
Strážovské vrchy a Súľovské vrchy jsou od roku 1989 chráněny jako chráněná krajinná oblast Strážovské vrchy. Nachází se zde ptačí oblast Strážovské vrchy. Súľovské skály na severozápadě byly označeny jako národní přírodní rezervace.
V této oblasti se nachází mnoho termálních pramenů, což vedlo k vzniku lázní, jakými jsou např. Trenčianske Teplice nebo Rajecké Teplice.

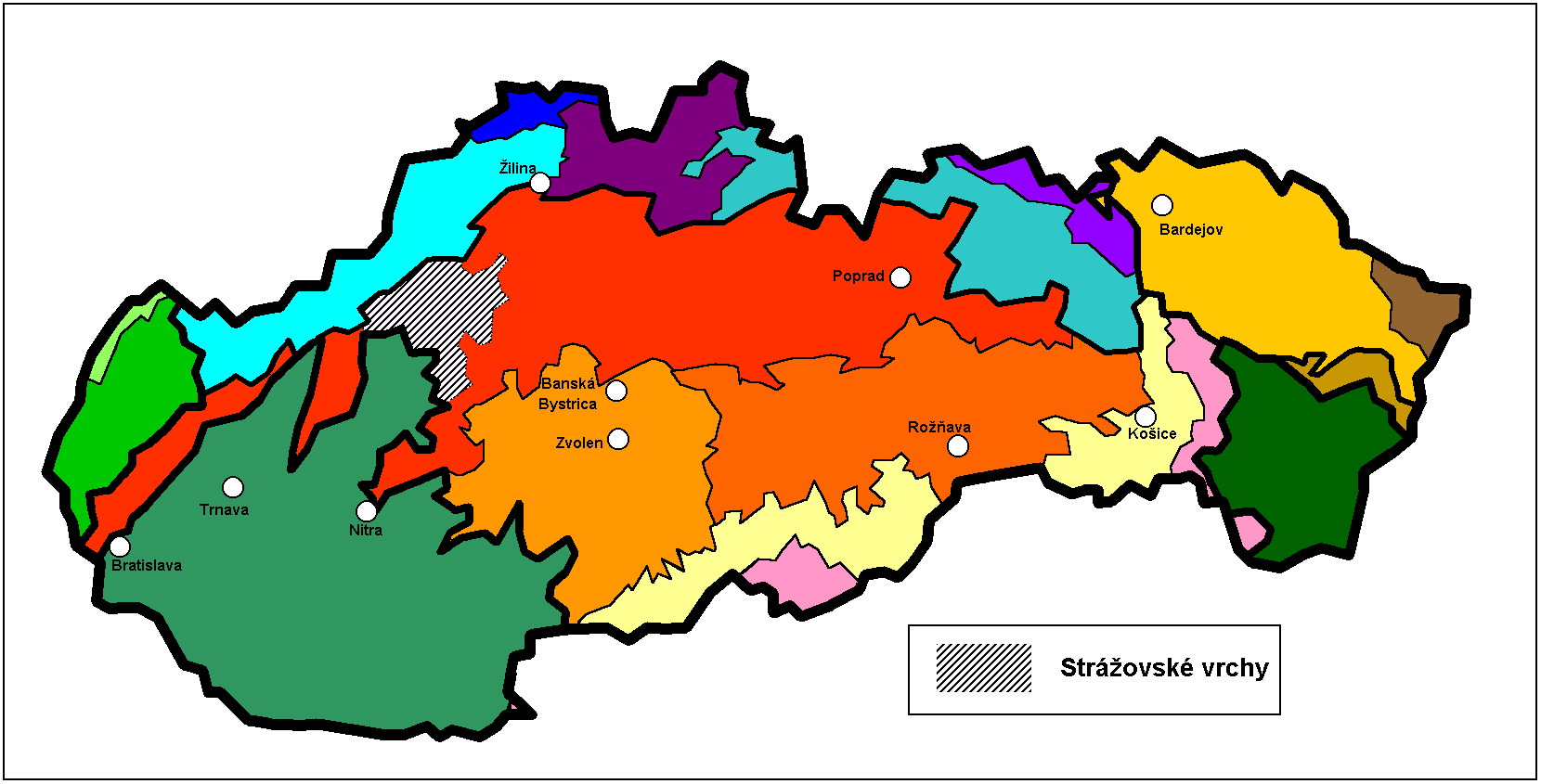
Strážovské vrchy na mapě Slovenska